# Säkkisaari (ö i Birkaland)
Säkkisaari är en ö i Finland. Den ligger i Rautunselkä (västra delen av (Vanajavesi) och i kommunen Valkeakoski i den ekonomiska regionen  Södra Birkaland och landskapet Birkaland, i den södra delen av landet, 130 km norr om huvudstaden Helsingfors. Öns area är 48,9 hektar och dess största längd är 1,1 kilometer i nord-sydlig riktning.